# Q-carbon
Q-carbon là một dạng thù hình của carbon (vô định hình), được phát hiện năm 2015. Q-carbon rất cứng (theo các nhà nghiên cứu, nó đã thay thế kim cương như là chất cứng nhất thế giới.), dẫn từ, dẫn điện và có ánh kim, tồn tại ở dạng vật chất năng lượng thấp. Là một trong những chất có số lượng ít nhất thế giới.